# Grünerløkka
Grünerløkka to dzielnica położona we wschodnim Oslo. Grünerløkka to również nazwa osiedla leżącego w dzielnicy. 
Dzielnica składa się z osiedli Grünerløkka, Sofienberg, Rodeløkka, Dælenenga, Carl Berner, części Tøyen, Ankerløkka w okolicy Hausmannsområdet, Lille Tøyen, Hasle, Keyserløkka, Sinsen, Rosenhoff i Løren. Liczba mieszkańców wynosi 64 270 (2023), dzielnica ma powierzchnię 4,8 km².
Logo dzielnicy przedstawia Mangelsgården, zabytkowy budynek przy Storgata 36.

## Osiedle Grünerløkka

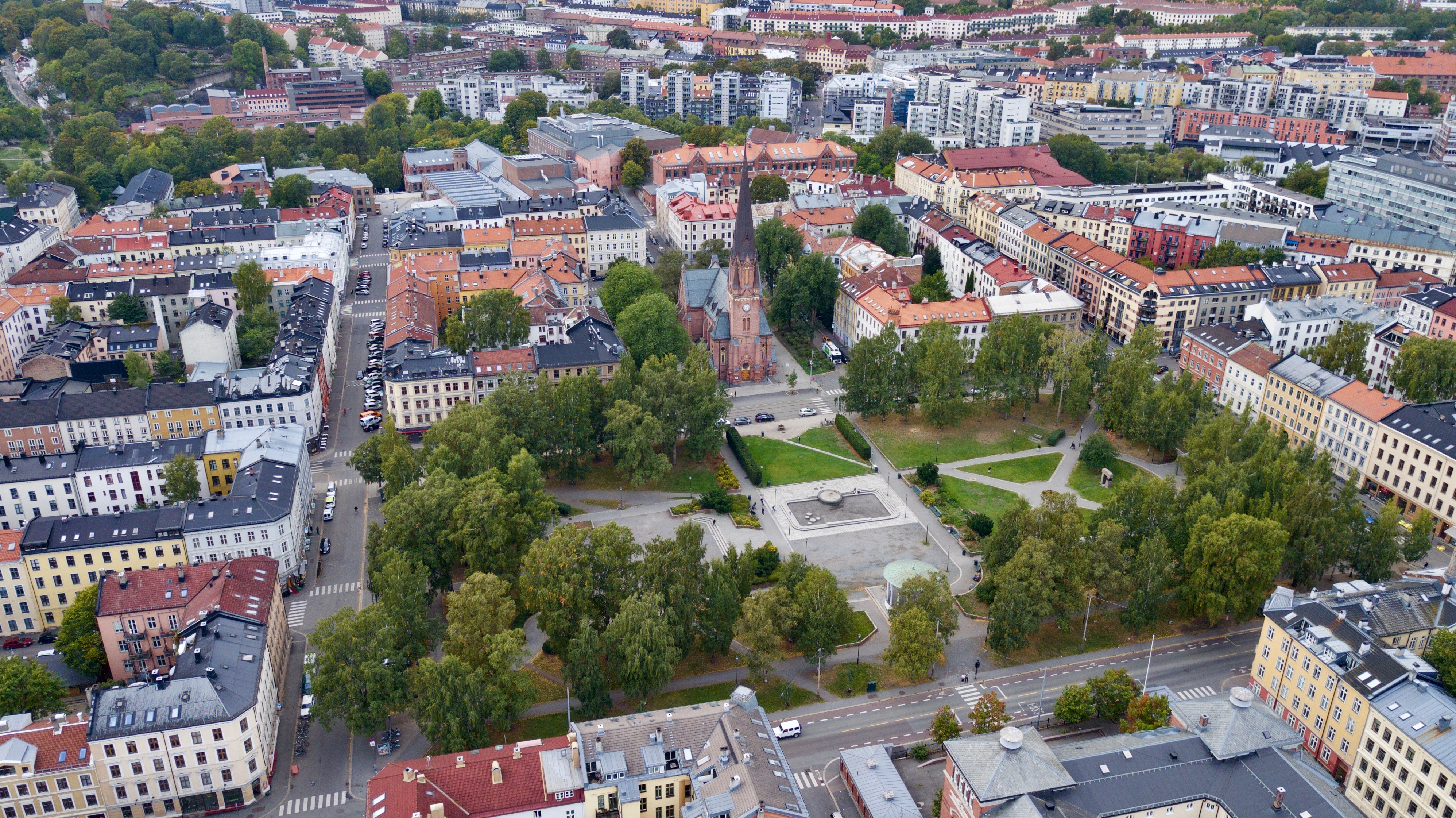
Birkelunden, jeden z parków historycznego osiedla Grünerløkka

Historyczne osiedle Grünerløkka położone jest na wschodnim brzegu przepływającej przez Oslo rzeki Akerselva. Większą część zabudowy stanowią kamienice wybudowane w drugiej połowie XIX wieku.
Przez większość część XX wieku osiedle podupadało. W latach 30. i 70. pojawiły się propozycje wyburzenia starych kamienic i zastąpienia ich nowoczesnymi blokami. Wizje te nie zostały zrealizowane, większa część zabudowy została poddana procesowi rewitalizacji. Wyremontowano fasady i podwórka, wiele mieszkań zostało powiększone poprzez łączenia mniejszych, jak również zyskało łazienki.

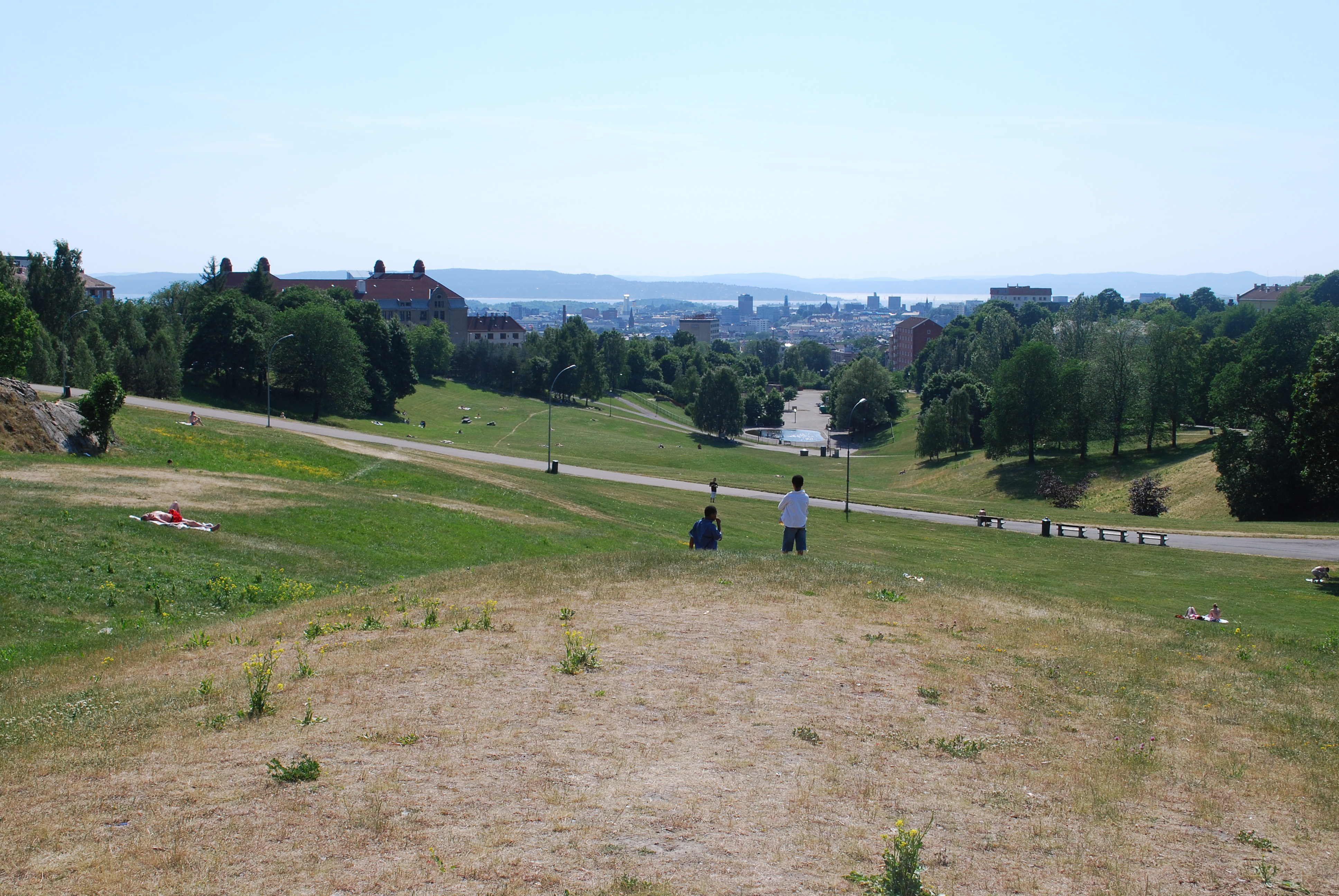
Dolina Torshov, jeden z parków dzielnicy